# ماتیاس لاکاوا
ماتیاس لاکاوا (انگلیسی: Matías Lacava؛ زادهٔ ۱۰ اکتبر ۲۰۰۲) بازیکن فوتبال اهل ونزوئلا است.
وی همچنین در تیم‌های ملی فوتبال زیر ۱۷ و زیر ۲۳ سال ونزوئلا بازی کرده‌است.